# Bathurst (Cap-Oriental)
Pour les articles homonymes, voir Bathurst.
Bathurst est une localité rurale d'Afrique du Sud situé dans la province du Cap-Oriental et géré par la municipalité locale de Ndlambe dans le district de Sarah Baartman.
Bathurst est le premier chef-lieu administratif du district d'Albany, établi par le gouvernement britannique de la colonie du Cap en 1820. 

## Localisation
Le village de Bathurst est situé sur la route R67 à 14 km de Port Alfred. 

## Quartiers

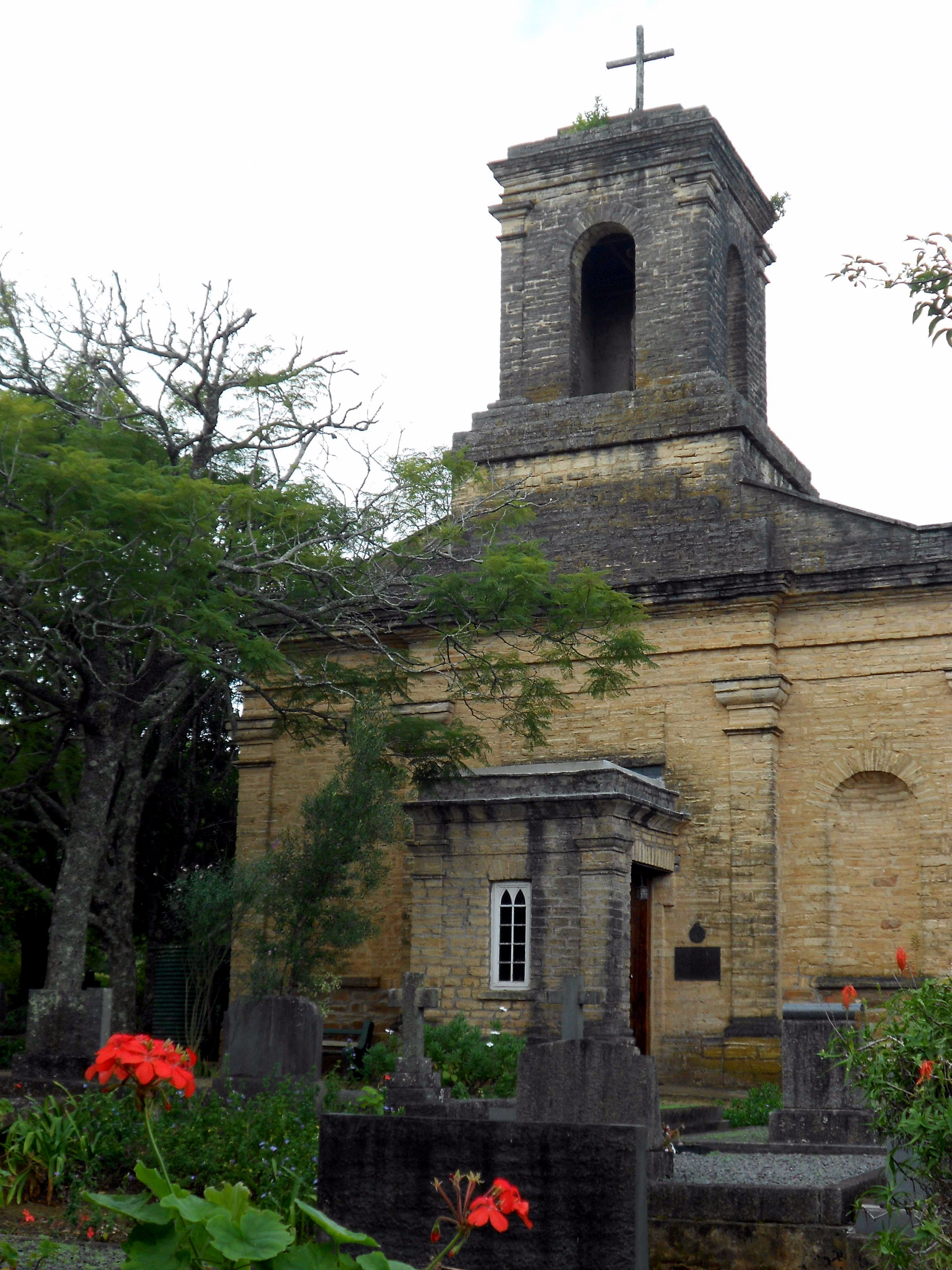
Église St Jean l’Évangéliste (1838), la plus ancienne église anglicane non modifiée d'Afrique du Sud.

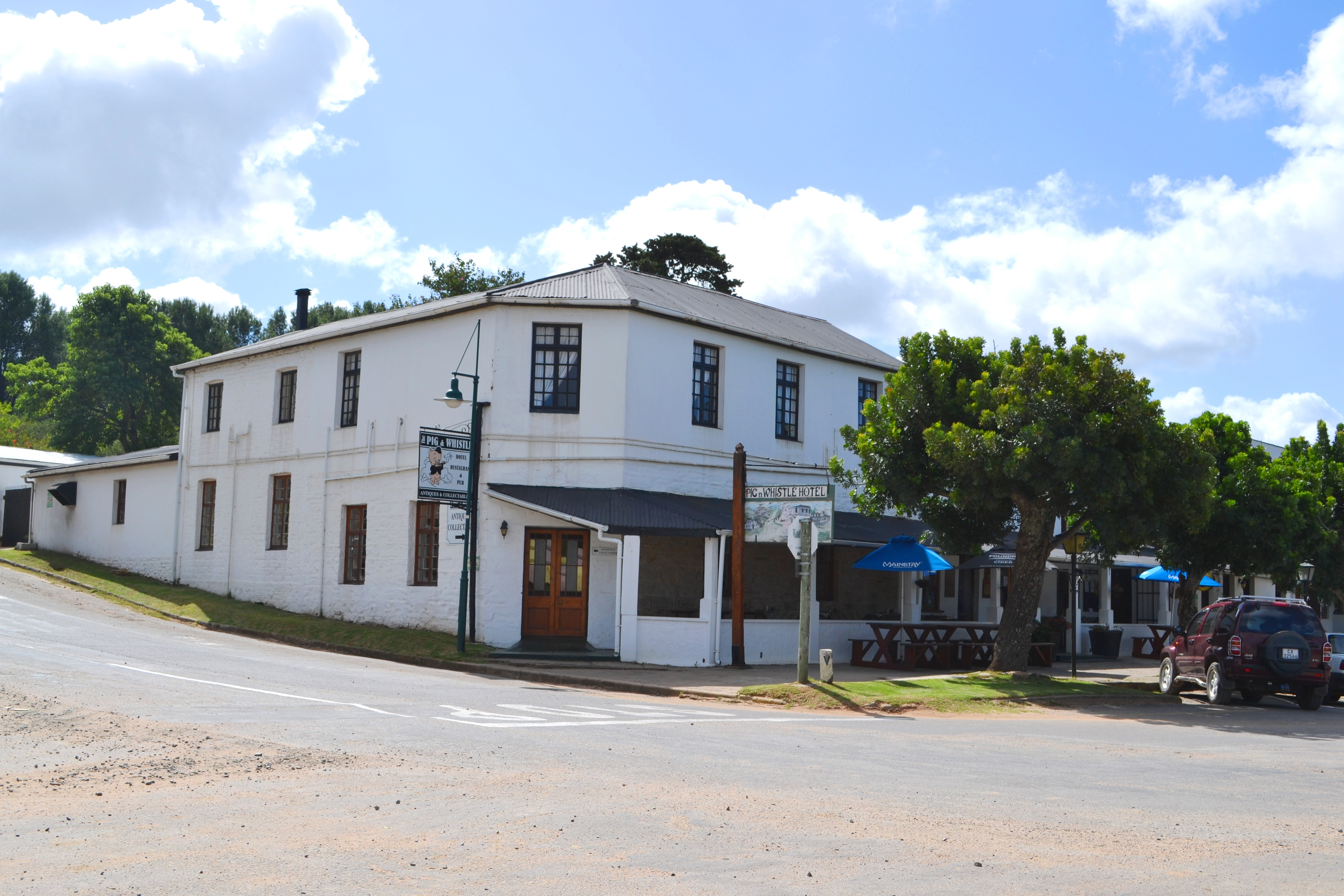
Le Pig & Whistle Hotel & Pub (1821) sur Kowie road est réputé être le plus ancien pub d'Afrique du Sud

Bathurst se divise en 2 secteurs : un grand quartier semi urbain, peu peuplé comprenant le centre-ville (moins de 700 habitants habitants, majoritairement blancs) et un grand secteur rural encore moins peuplé, Langholm Estate. 
Le township de Nolukhanyo, situé au nord-est de Bathurst, n'est pas incorporé dans le village et est directement géré par la municipalité locale.

## Démographie
Selon le recensement de 2011, Bathurst compte 737 habitants (66,76 % de blancs, 21,98 % de noirs et 10,18 % de coloured). 
L'anglais sud-africain est la langue maternelle majoritairement utilisée par la population locale (58,53 %) devant l'afrikaans (27,87 %) et l'isiXhosa (15,28 %).
La zone rurale, comprenant Bathurst et le township de Nolukhanyo (5 631 habitants, 98,95 % de noirs), porte la population de la localité à 6 368 habitants (90 % de noirs, 7,9 % de blancs et 1,6 % de coloureds), majoritairement de langue isiXhosa (84,4 %) et anglaise (9,1 %).

## Historique

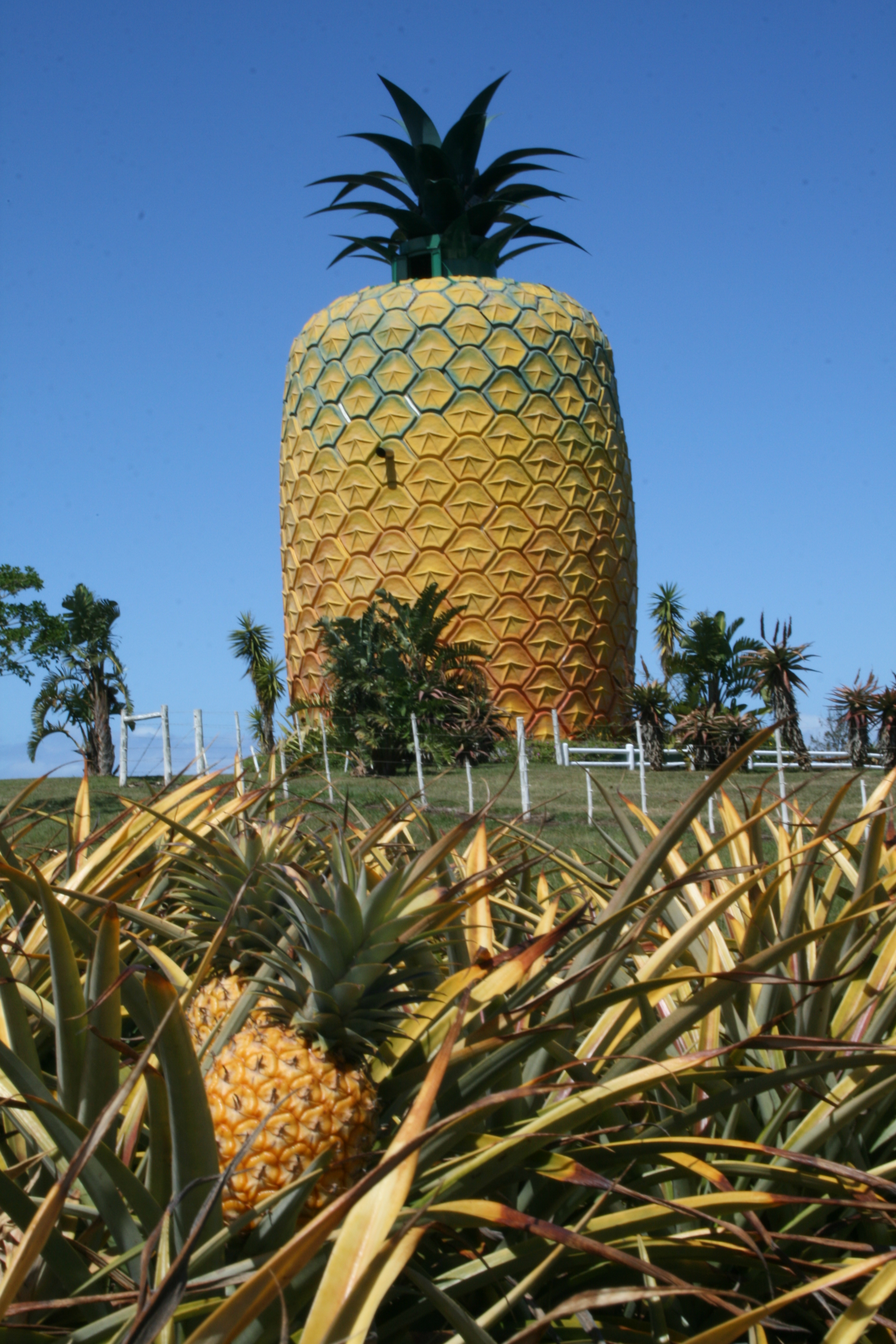
Le musée de l'Ananas (bâtiment en fibre de verre de 16.7 m de hauteur) sur la R67

Bathurst est créé en 1820 comme chef-lieu d'un district tampon entre la colonie du Cap et les territoires xhosas de la cafrerie britannique dont les éleveurs migraient vers l'ouest et le sud, le long de la côte. Le village s'est développé sur la rive gauche de la rivière Kowie. 
Bathurst est baptisé d'après le secrétaire d'État aux Colonies, Lord Henry Bathurst et est initialement destiné à être la capitale administrative du district d'Albany avant que Lord Charles Somerset ne nomme Grahamstown pour cette fonction, en raison de sa position militaire avantageuse.
Assiégés par les xhosas durant la sixième guerre de frontière (1834-35), les colons britanniques se réfugient dans la chapelle wesleyenne (1832) de Bathurst d'où ils résistent aux assauts. L'église wesleyenne et l'église anglicane de St Jean l’Évangéliste servent encore de forteresse en 1846 jusqu'à l'arrivée des secours militaires.

## Industrie et tourisme
Bathurst est située dans une région agricole connue pour ses fermes d'ananas et ses élevages de bovins et de moutons. On y trouve aussi la réserve naturelle de Waters Meeting, qui abrite de nombreuses espèces d'animaux, d'oiseaux et de plantes, ainsi que des réserves de gibier.